# NUMBER10
『NUMBER10』（ナンバーテン）は、キユによる日本の漫画。『週刊少年ジャンプ』（集英社）において、2002年25号から34号まで連載された。
サッカー漫画であり、キユの2作目の連載作品であったが前作『ロケットでつきぬけろ!』同様、10週で打ち切りとなった。

## あらすじ
家庭の事情でアルゼンチンに引っ越してきた柏木天馬は、日本人という理由で地元のサッカー仲間に入れてもらず、友達のいない日々を送っていた。ある日、天馬の前に元サッカー選手のピエトロが現れ、サッカー仲間に入れてもらえるようにアドバイスする。

## 登場人物

### FCアミーゴ
元は地元の草サッカーチーム。FCテンペスターと試合をする際にピエトロがFCアミーゴと名付けた。
柏木天馬（かしわぎ てんま）
主人公。日本に住んでいたが、家庭の事情で2年前からアルゼンチンに住む事になる。そのため、スペイン語も話せる。当初、地元のサッカーチームに入れてもらえず一人で練習をしていたが、ピエトロに出会い、彼の助言によりサッカーチームの子供達に自分がサッカーが上手い事を見せて、仲間に入ることになる。ナンバー10に。ピエトロが一目見てその才能を気に入るほどのドリブルが得意。しかしそのドリブル以上に、発想力、想像力が強さの秘訣とされている。正義感の強い性格。日本を発つ際に幼なじみの理加からもらったサッカーボールを宝物にしている。6年後、U-17の日本代表になり、理加と再会する。
ウーゴ
アルゼンチンの小さな海辺の町に住む少年。草サッカーチームのリーダー格で、当初は日本人である天馬をのけ者にしていたが、天馬の才能を知ってからは和解。素早いスピードが武器。9番。6年後、U-17の選手になる。
ルイス
FCアミーゴの一員。6番。マンマークが得意で、足腰の強さはチーム一。
アリエル
FCアミーゴの一員。4番。パスカットが得意。
クラウディオ
FCアミーゴの一員。7番。ボールを諦めない闘争心が武器。
エルナン・グリエルミン ピエトロ
元・プロサッカー選手。レアル・マドリーで10番だった。ある日街で出会った天馬の才能に惹かれ、FCアミーゴの監督になる。やや大雑把な性格だが、サッカーに関しては真面目。口ぐせは「ブラーボ」。既婚者で、娘もいる。家はスペインにあり、家族もそこに住んでいる。6年後、U-17の代表監督になる。

### FCテンペスター
州で一番強いサッカーチーム。しかしピエトロ曰くエミリオとアベル以外の選手は監督の言う事だけを聞くカンガルーで創造性がないとのこと。
アベル・バズアルド
テンペスターのナンバー10である秘密兵器的存在。当初監督も彼の才能を売りに出すのを惜しんだほどである。強烈なバックスピンを使った「マジカル・ドルブル」と呼ばれるドリブルを得意とする。好奇心旺盛な性格で、世界最高のサッカー選手になるのが夢。6年後、U-17の選手になる。
エミリオ・エルナンデス
テンペスターの選手。退場にならなければどんな卑怯な手でも使うやり方から「悪童エミリオ」の異名を持ち、監督からも厄介者扱いされている。しかしその素行さえ改めればかなり上手い選手になるらしい。その性格は過去に卑怯な手法で負かされたことが原因となっている。
ブエナス・タルデス ビラルド
FCテンペスターの監督。調子のいい性格。

### その他
理加（りか）
天馬の幼なじみ。天馬が日本を発つ際に彼にサッカーボールを渡した。数少ない女性キャラクターだが、出番はほとんどなかった。